# Stiftung Pro Innerrhoden

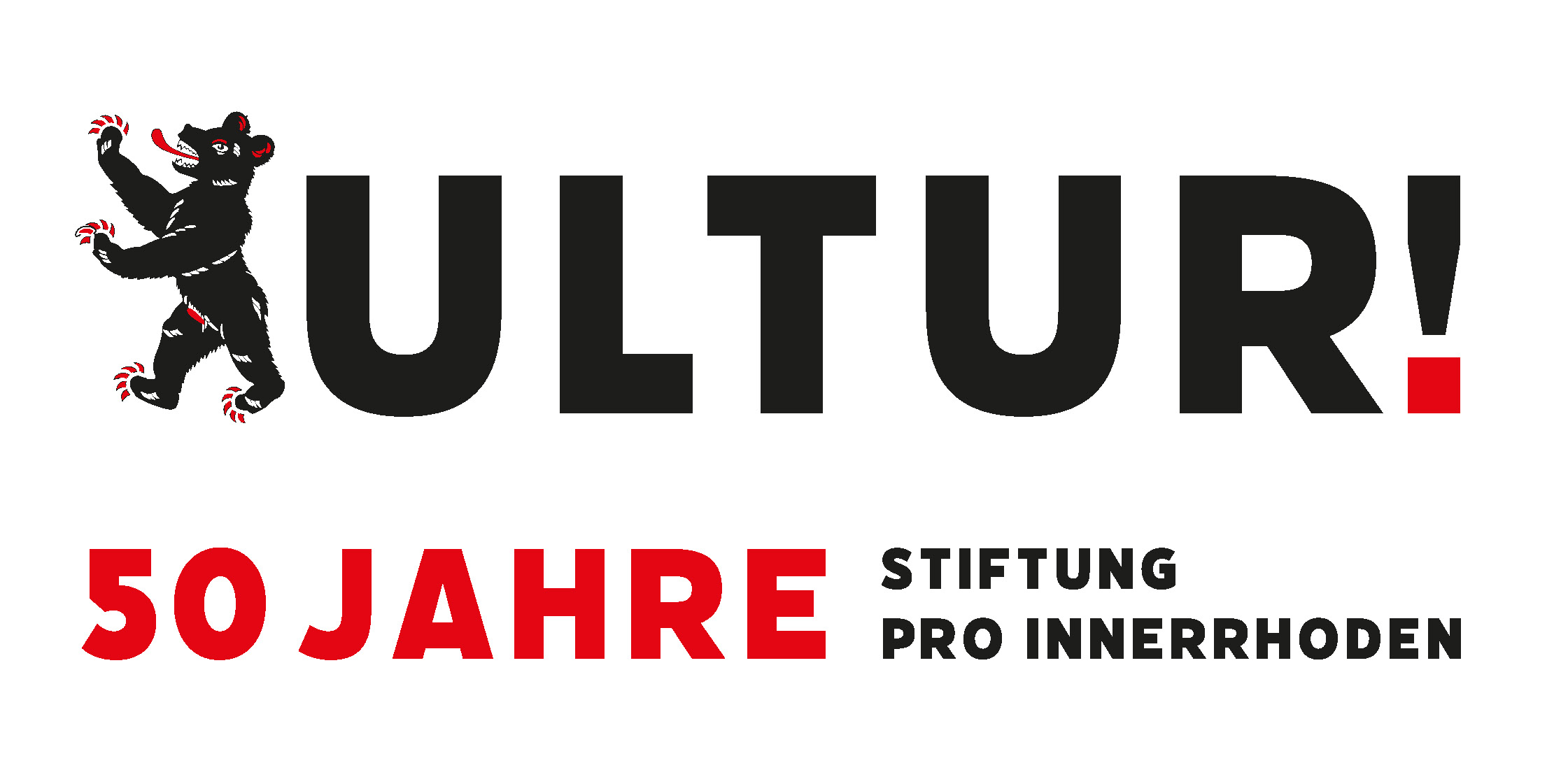
Logo zum Jubiläum «50 Jahre Stiftung Pro Innerrhoden, 1971–2021»

Die Stiftung Pro Innerrhoden ist eine öffentlich-rechtliche Stiftung des Kantons Appenzell Innerrhoden zur Förderung des einheimischen kulturellen Schaffens. Ihre rechtliche Grundlage ist das Gesetz über die Errichtung einer Stiftung «Pro Innerrhoden» vom 25. April 1971.

## Geschichte
Die Stiftung Pro Innerrhoden entstand 1971 per Entscheid der Landsgemeinde als dauerhafter Beitrag zum 900-Jahr-Jubiläum der Pfarrei St. Mauritius Appenzell. Ihre Errichtung ist auch vor dem Hintergrund der damaligen Zeit zu sehen: Die Hochkonjunktur hatte zwar vielen Menschen im Kanton eine Verbesserung der Lebensverhältnisse gebracht, aber auch für Unbehagen und Unsicherheit gesorgt. So hatte sich der motorisierte Verkehr zwischen 1960 und 1970 mehr als verdoppelt; das Dorf Appenzell war einem Verkehrsinfarkt nahe. In Mettlen war ein Industriequartier entstanden, und in der Forren, in Meistersrüte oder in Steinegg veränderten grosszügige Wohnquartiere die Landschaft. Zugleich stagnierte die Bevölkerungszahl. Das Leben in der Stadt oder in der Agglomeration schien – etwa wegen des Arbeitsplatzangebots – zunehmend attraktiver.
Angesichts vielfältiger Verlusterfahrungen entsprach die Errichtung der Stiftung Pro Innerrhoden einem Bedürfnis der Zeit. Weder im Vorfeld noch an der Landsgemeinde 1971 gab es Opposition. Die Stimmbürger verabschiedeten das Stiftungsgesetz mit wenigen Gegenstimmen. Neben einem Startkapital von Fr. 100'000 aus dem Landsäckel erhielt die Stiftung fortan jährlich einen Teil der kantonalen Lotteriegelder zur Verfügung gestellt.

## Tätigkeit
Das Wirken der Stiftung Pro Innerrhoden war in den ersten Jahren stark vom Wandel des Kantons geprägt. So unterstützte sie mit grosszügigen Mitteln die Erhaltung von Baudenkmälern, etwa das «Schloss» in Appenzell oder die Liegenschaft «Antonelis» in der Lank. Sie leistete auch Beiträge an den Instrumentalunterricht für Geige, Cello, Kontrabass und Hackbrett und verhalf mit anderen Akteuren der Appenzeller Streichmusik aus einer Krise. Finanzielle Beiträge gingen zudem an Publikationen, die sich mit der Kultur und der Geschichte des Landes befassten.
Veränderungen der kantonalen Kulturorganisation 1999 führten auch zu Veränderungen der Tätigkeit der Stiftung Pro Innerrhoden. Die Stiftung hat derzeit gemäss Gesetz folgende Aufträge:
- Förderung des einheimischen kulturellen Schaffens und der entsprechenden Institutionen und Vereinigungen.
- Pflege des kulturellen Erbes und Unterstützung der Erhaltung und Wiederherstellung geschichtlicher und schutzwürdiger Kulturgüter.
- Erwerb von wertvollem Kunst- und Kulturgut.
- Betrieb des Museums Appenzell.

Ergänzend zur Förderung der kulturellen Aktivitäten schuf die Stiftung Pro Innerrhoden 1975 den Innerrhoder Kulturpreis für herausragende kulturelle Leistungen im Kanton. Der Preis erhielt 2006 den Anerkennungspreis zur Seite gestellt, mit dem spontan und überraschend kulturelles Schaffen gewürdigt wird.

## Organisation
Die Stiftung Pro Innerrhoden wird vom Stiftungsrat verwaltet. Dieser besteht mindestens aus fünf Personen, die von der Standeskommission gewählt werden. Das Sekretariat der Stiftung wird durch die Ratskanzlei geführt.

### Stiftungsratspräsidenten
(Quelle:)
- 1971–1980: Raymond Broger
- 1980–1987: Franz Breitenmoser
- 1987–1993: Beat Graf
- 1993–1997: Arthur Loepfe
- 1997–2013: Carlo Schmid
- 2013–2018: Ivo Bischofberger
- seit 2018: Stefan Sutter